# گلین ترمن
گلین ترمن (انگلیسی: Glynn Turman؛ زادهٔ ۳۱ ژانویهٔ ۱۹۴۷) هنرپیشه و فیلم‌نامه‌نویس اهل ایالات متحده آمریکا است.

## فیلم ها
از آثار او میتوان به فیلم های زیر اشاره کرد:
- صحرا
- آتیک
- تابستان داکوتا
- مردان افتخار
- سارقان
- برلسک
- سوپر ۸
- نژاد
- روشنش کن